# Вольф, Дастин
Дастин Вольф (англ. Dustin Wolf, род. 16 апреля 2001 года Гилрой, Калифорния) — американский профессиональный хоккеист, вратарь клуба НХЛ «Калгари Флэймз».

## Ранние годы
Дастин родился в Гилрое, Калифорния, в семье Майка и Мишель Вольф. Его отец Майк работал инженером-программистом, а мать Мишель работала ветеринаром. Дастин – единственный ребенок в семье. Его родители посещали  матчи «Сан-Хосе Шаркс» вместе с маленьким Дастином. Он впервые начал кататься на коньках, когда был еще малышом, а с 5 лет начал тренироваться играть на воротах.
В 2011 году семья Вольф переехала в южную Калифорнию, и Дастин стал играть за молодежные команды клуба «Лос-Анджелес Кингз». Тренеры «Лос-Анджелеса» высоко оценивали талант Дастина.

## Карьера

### Юниорская
В 2016 году Вольф был выбран на драфте Западной хоккейной лиги командой «Эверетт Сильвертипз». Уже во втором сезоне (2018-19) за эту команду он стал первым вратарём команды. В 2019 году Вольф был выбран на драфте НХЛ в 7м раунде под общим 214-м номером командой «Калгари Флэймз». Но до 2021 года он продолжал выступать за «Эверетт Сильвертипз».  В 2020 году Вольф был назван Лучшим вратарём года CHL.

### Профессиональная

##### Стоктон Хит
В 2021 год Вольф присоединился к фарм-клубу «Калгари Флэймз» – «Стоктон Хит». Он дебютировал в АХЛ 21 февраля 2021 года в игре против «Торонто Марлис», которую «Стоктон Хит» проиграл 1-7. Вольф пропустил 5 шайб, отразив всего 6 бросков, и был заменён.  В сезоне 2021-22 Дастин стал основным вратарём команды, и по его итогам получил приз лучшему голкиперу АХЛ – Алдедж (Баз) Бастьен Мемориал Эворд.

#### Калгари Рэнглерс
Перед сезоном 2022-23 команда «Стоктон Хит» переехала в Калгари и стала называться «Калгари Рэнглерс». Сезон 2022-23 был очень успешным для Вольфа: он получил не только свой второй Алдедж (Баз) Бастьен Мемориал Эворд, но и ряд других наград, в том числе и приз самому ценному игроку регулярного чемпионата – Лес Каннингэм Эворд. В следующем сезоне 2023-24 Вольф уже сыграл часть игр за основной клуб – «Калгари Флеймз», но большую часть сезона провёл, защищая ворота «Рэнглерс».

#### Калгари Флэймз
В НХЛ Дастин дебютировал 12 апреля 2023 в матче за «Калгари Флеймз» против «Сан-Хосе Шаркс», который команда выиграла 3-1. В сезоне 2023-24 он неоднократно вызывался из АХЛ, однако всё ещё не имел постоянного места в составе.
30 июля Вольф подписал двухлетний контракт с «Калгари Флеймз» на сумму $1,7 млн.
Перед сезоном 2024-25 «Флеймз» обменяли Якоба Маркстрёма в «Нью-Джерси Дэвилз», и Дастин Вольф получил место в основном составе команды. Поначалу игровое время делилось поровну между ним и Даниэлем Владаржем, но к концу сезона Вольф стал твёрдым первым вратарём команды. По итогам сезона Дастин номинирован на Колдер Трофи – приз лучшему новичку НХЛ.

### Международная
В 2019 году Дастин Вольф представлял США на Кубке Глинки / Гретцки 2019, где сборная США заняла 4-е место.
Был включен в состав и играл за молодежную сборную США на молодежном чемпионате мира 2020, где сборная США заняла 6-е место.
Вольф также играл за молодежную сборную США на молодежном чемпионате мира 2021, где сборная США выиграла золото.

## Игровая манера

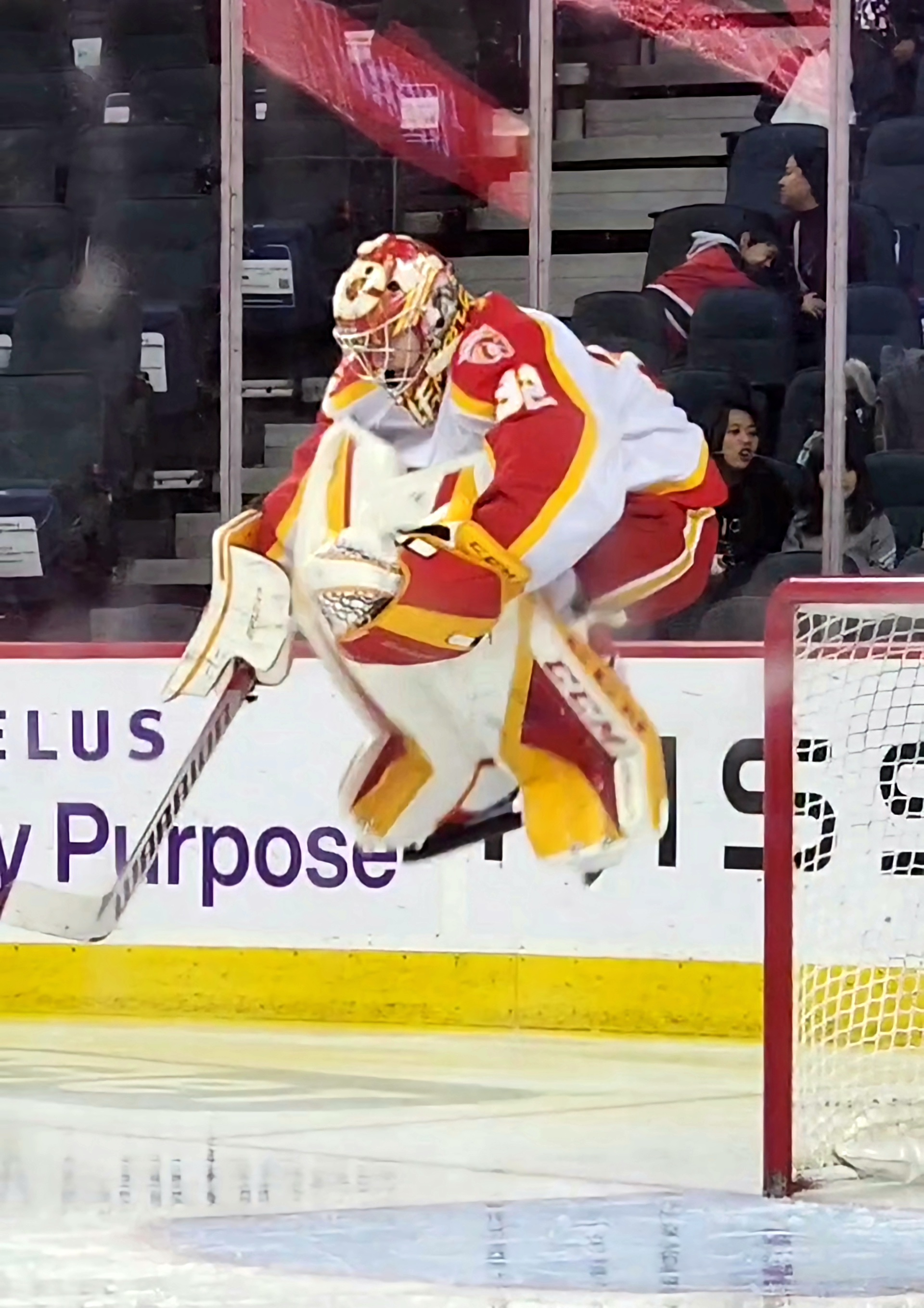
Вольф выполняет высокий прыжок

Из-за своего меньшего, чем в среднем среди современных вратарей, роста Вольф играет в более агрессивном стиле, чем большинство современных вратарей. Эксперты отмечают его высокое мастерство в боковом движении и позиционировании, а также быструю реакцию. Дастин известен своей разминкой в начале каждого периода, которая завершается высоким вертикальным прыжком, который он исполняет со времен выступлений за «Эверетт Сильвертипз».